# Серто, Мишель де
Мише́ль де Серто́ (фр. Michel Jean Emmanuel de La Barge de Certeau; 17 мая 1925, Шамбери, департамент Савойя — 9 января 1986, Париж) — французский историк, антрополог, культуролог, социальный философ; член Общества Иисуса (орден иезуитов).

## Биография
Мишель де Серто родился в 1925 году в Шамбери, Савойя, Франция. Получил разностороннее образование, следуя средневековой традиции «академического путешествия» (Peregrinatio academica), когда ученик в поисках знаний путешествовал от одного учителя к другому. После получения степеней в области классической филологии и философию в университетах Гренобля и Лиона, он изучал труды Пьера Фавра (1506—1546), одного из основателей Ордена Иезуитов в Практической школе высших исследований (фр.École pratique des hautes études) под руководством Жана Орсибаля. Он учился в духовной семинарии в Лионе, где вступил в орден иезуитов (Общество Иисуса) в 1950 году и был пострижен в монахи в 1956 году.
Серто вступил в Общество Иисуса в надежде заняться миссионерской деятельностью в Китае. В год своего пострижения, Серто стал одним из основателей журнала «Христос» (Christus), с которым он будет активно сотрудничать на протяжении большей части своей жизни. В 1960 году Серто защитил докторскую диссертацию в Сорбонне по христианской мистике иезуитов XVI—XVII вв. (Пьер Фавр, Жан-Жозеф Сюрен).
Серто преподавал в нескольких университетах: в Женеве, Сан-Диего и Париже. В 1970-е и 1980-е годы он опубликовал ряд работ, продемонстрировавших его интерес к истории мистицизма, феноменологии и психоанализу. Он привлек к себе общественное внимание после публикации статьи, критиковавшей майские события во Франции 1968 года. Большое влияние на взгляды Серто оказали в первую очередь, Зигмунд Фрейд, а также Жак Лакан, который вместе с Серто стоял у истоков неформальной «Школы Фрейда».

## Работы
Наиболее известной и влиятельной работой де Серто является книга «Изобретение повседневности» (1980). Она посвящена повседневной жизни, жизни обычных людей, «пользователей» или «потребителей», вынужденных подчиняться правилам и действовать в соответствии с навязанными схемами и ожиданиями. В этой работе автор, совмещая свои разносторонние научные интересы, развивает оригинальную теорию повседневности, где «пользователи» ведут незримую борьбу, сопротивляются навязанным правилам и порядкам, изменяют их в процессе «освоения».
Методологическим принципом, из которого исходит автор книги, является представление о том, что любое прочтение (интерпретация) есть акт творчества, даже если он и не осознается таковым. Практики потребления (начиная от еды и питья, телевидения, кино, до практик освоения городского пространства) рассматриваются Серто по аналогии с многовариантным прочтением, как повседневное анонимное творчество. Потребление — это особое скрытое производство. Обычное, зримое производство создаётся теми, кто обладает властью (доминирующими). Скрытое производство доминируемых «изворотливо, рассредоточено, но проникает повсюду, молчаливое и почти невидимое, поскольку заявляет о себе не посредством собственной продукции, а через способы использования той продукции, которая навязывается господствующим экономическим порядком».
Особое внимание де Серто уделяет различию понятий «стратегия» и «тактика».
Серто связывает понятие «стратегия» с институтами и структурами власти, в то время как «тактика» используются личностью, чтобы создать свободное личное пространство в окружении, которое определяется стратегиями. Во главе «Прогулки по городу» он описывает практики освоения городского пространства. Он пишет, что если рассматривать город «стратегически», то город превращается в «понятие». Оно порождено стратегиями правительств, корпораций и других институциональных органов, которые производят город как карту, описывают город как абстрактное единое целое с высоты птичьего полета. Но если рассматривать город «тактически», с точки зрения его «потребительских» качеств, то город приобретает новые характеристики. На примере способов «гулять», «смотреть», «называть» город, автор характеризует городское пространство как место борьбы «тактик» и «практик» социальных агентов структур власти. При этом он переходит от описания собственных субъективных впечатлений к историческим экскурсам и семиотическому анализу.
Большое внимание Серто уделяет противопоставлению понятий «чтение» и «письмо» в Новое время. Письмо ассоциируется с управляющими стратегиями доминирующих. Чтение — с творческими тактиками пользователей, когда читатель становится бесцеремонным соавтором текста. 

Чтение — это лишь один, но наиболее фундаментальный аспект потребления. В обществе, которое становится все более и более письменным, в основании которого лежит власть менять вещи и преобразовывать структуры исходя из моделей письма (научных, экономических, политических), которое постепенно превращается в многоаспектные «тексты» (административные, урбанистические, индустриальные), пару «производство-потребление» можно нередко заменить её эквивалентом и основным выразителем — парой «письмо-чтение».—   
«История как письмо» («L’Ecriture de l’Histoire»), работа Мишеля де Серто, переведенная на английский уже после его смерти, объясняет проблемы отношений истории и религии. В ней автор обращает внимание на связь истории письменности, легитимизации политической власти. Он также критикует «западную» традицию описания исторического развития письма как инструмент колониализма.

## Сочинения

### На французском языке
- Mémorial du Bienheureux Pierre Favre, trad. et comment. par Michel de Certeau. Paris: Desclée de Brouwer, 1960
- Jean-Joseph Surin. Guide spirituel pour la perfection/ Texte établi et présenté par Michel de Certeau. Paris: Desclée de Brouwer, 1963 (переизд. 1989, 2008)
- Le Mépris du monde: la notion de mépris du monde dans la tradition spirituelle occidentale. Éditions du Cerf, 1965 (в соавторстве)
- La Correspondance de Jean-Joseph Surin/ Texte établi et présenté par Michel de Certeau, préface de Julien Green. Paris: Desclée de Brouwer, 1966
- La Solitude, une vérité oubliée de la communication. Desclée de Brouwer, 1967 (в соавторстве с François Roustang)
- La Prise de parole, pour une nouvelle culture. Desclée de Brouwer, 1968
- L'Étranger ou l’union dans la différence. Desclée de Brouwer, 1969 (новое изд. 1991, 2005)
- La Possession de Loudun. Gallimard, 1970 (переизд. 1980, 1990, 2005).
- L’Absent de l’histoire. Tours: Mame, 1973 (переизд. 1996)
- La Culture au Pluriel. Union Generale d’Editions,1974 (переизд. 1980, 1993, 2005)
- Le Christianisme éclaté. Le Seuil, 1974 (в соавторстве с Jean-Marie Domenach[англ.])
- L’Ecriture de l’Histoire. Editions Gallimard, 1975 (переизд. 1978, 1988, 1993, 2001, 2002, 2007, 2011)
- Une Politique de la Langue: La Revolution Francaise et les Patois, l’enquete de Gregoire. Gallimard, 1975 (avec Dominique Julia et Jacques Revel; переизд. 1980, 1986, 2002)
- L’Invention du Quotidien. Vol. 1, Arts de Faire. Union generale d’editions, 1980 (переизд. 1990, 1998, 2001, 2004, 2007, 2008, 2010, 2012)
- La Fable Mystique. vol. 1, XVIe-XVIIe Siecle. Editions Gallimard, 1982 (переизд. 1987, 1995, 2002, 2006, 2007, 2013)
- L’Ordinaire de la communication. Dalloz, 1983 (avec Luce Giard)
- La Faiblesse de Croire/ Ed. par Luce Giard. Seuil, 1987 (переизд. 2003)
- Histoire et Psychanalyse entre science et fiction. Gallimard, 1987 (переизд. 2002)
- La prise de parole et autres ecrits politiques. Seuil, 1994
- Le Lieu de l’autre: histoire religieuse et mystique. Gallimard; Seuil, 2005
- La Fable mystique: XVIe et XVIIe siècle, tome 2. Gallimard, 2013

### Переводы на английский язык
- The Writing of History. Translated by Tom Conley. Columbia University Press. 1988.
- The Capture of Speech and Other Political Writings. Translated by Tom Conley. University of Minnesota Press. 1998.
- The Certeau Reader. Edited by Graham Ward. Blackwell Publishers. 1999.
- Culture in the Plural. Translated by Tom Conley. University of Minnesota Press. 1998.
- Heterologies: Discourse on the Other. Translated by Brain Massumi. University of Minnesota Press. 1986.
- The Mystic Fable: The Sixteenth and Seventeenth Centuries. Translated by Michael B. Smith. University of Chicago Press. 1995.
- The Practice of Everyday Life. Translated by Steven Rendall. University of California Press. 1984.
- With Luce Giard and Pierre Mayol. The Practice of Everyday Life. Vol. 2, Living and Cooking. Translated by Timothy J. Tomasik. University of Minnesota Press. 1998.
- The Possession at Loudun. University of Chicago Press. 2000.

### Публикации на русском языке
- Мишель де Серто. Разновидности письма, разновидности истории
- Мишель де Серто. По городу пешком // Communitas. 2005. № 2. С. 80-87.[4]
- Мишель де Серто. Общее место: обыденный язык // Неприкосновенный запас. 2007. № 4(54).[5]
- Мишель де Серто. Призраки в городе // Неприкосновенный запас. 2010. № 2(70).[6]
- Мишель де Серто. Изобретение повседневности. 1. Искусство делать / пер. с фр. Д. Калугина, Н. Мовниной. СПб.: Изд-во Европейского университета в Санкт-Петербурге, 2013. 330 с. (Серия «Прагматический поворот»; вып. 5). ISBN 978-5-94380-150-1.
- Мишель де Серто. Историографическая процедура. Письмо

### Публикации на других языках
- Politica e Mistica. Questioni di Storia Religiosa. Milano: Jaca Book, 1975
- Il parlare angelico: Figure per una poetica della lingua (secoli XVI e XVII). Firenze: L.S. Olschki, 1989
- La lanterna del diavolo: cinema e possessione. Milano: Medusa, 2002